# Хольмсен, Боргхильд
Боргхильд Хольмсен (норв. Borghild Holmsen; 22 октября 1865, Кристиания — 4 декабря 1938, Берген) — норвежская пианистка, композитор и музыкальный педагог.
Училась у Агаты Баккер-Грёндаль и Отто Винтер-Хьельма, затем в Лейпцигской консерватории у Карла Райнеке и Саломона Ядассона и наконец в Берлине у Альберта Беккера. В 1898 г. дебютировала в Кристиании, в дальнейшем концертировала в Швеции, Дании, Германии, Великобритании и США. Написала скрипичную сонату и ряд фортепианных пьес.
Преподавала фортепиано и теорию музыки в Бергенской консерватории, где её учеником был, в частности, Харальд Северуд.